# Henrique Randow
Pour les articles homonymes, voir Randow.
Henrique Randow  dit « Henrique » est un joueur brésilien de volley-ball né le 5 avril 1978 à Belo Horizonte. Il mesure 2,01 m et joue central.

## Clubs
| Club                 | Pays   | De        | À         |
| -------------------- | ------ | --------- | --------- |
| Minas Belo Horizonte | Brésil | 2003-2004 | 2003-2004 |
| Latina               | Italie | 2004-2005 | 2005-2006 |
| Unisul São José      | Brésil | 2006-2007 | …         |

## Palmarès
- Championnat du monde (1)
  - Vainqueur : 2002

- Ligue mondiale (3)
  - Vainqueur : 2001, 2003, 2004